# Готогэ, Коёхару
Коёхару Готогэ (яп. 吾峠 呼世晴 Гото:гэ Коёхару, род. 5 мая 1989, Фукуока) — японский мангака, известный как автор серии манги «Истребитель демонов» (2016—2020). По состоянию на февраль 2021 года было продано более 150 млн копий этой манги (в том числе в цифровом формате), что сделало её 9-й самой продаваемой серией манги в истории.
Готогэ — первый мангака, попавший в список 100 самых влиятельных людей по версии журнала Time, оказавшись в категории «Феномены».

## Ранняя жизнь
Готогэ родился (-ась) 5 мая 1989 года в префектуре Фукуока, Япония. Автор использует криптоним в целях сохранения анонимности.

## Карьера
В 2013 году Готогэ дебютировал на 70-й премии Jump Treasure Newcomer Manga Awards с ваншотом Kagarigari (яп. 過狩り狩り Кагаригари). Следом вышли ещё три ваншота: Monju Shirō Kyōdai (яп. 文殊史郎兄弟 Мондзю сиро: кё:дай), опубликованный в журнале Jump Next! в 2014 году; Rokkotsu-san (яп. 肋骨さん Роккоцу-сан), опубликованный в Weekly Shonen Jump в том же году; и Haeniwa no Zigzag (яп. 蠅庭のジグザグ Хаэнива но дзигудзагу), вышедший в том же Weekly Shonen Jump в 2015 году.
После неудачной попытки создать из Haeniwa no Zigzag полноценную историю Тацухико Катаяма (первый редактор Готогэ) предложил начать сюжет с «простой для понимания темы». Дебютная работа Готогэ, Kagarigari, послужила основой для манги «Истребитель демонов». Серия публиковалась в Weekly Shounen Jump с 15 февраля 2016 по 18 мая 2020 года. Она возымела большой успех, по состоянию на февраль 2021 года было продано более 150 млн копий этой манги (в том числе в цифровом формате), что сделало её одной из самых продаваемых серий манги в истории.
В феврале 2021 года Готогэ сообщил, что его следующим проектом станет научно-фантастическая романтическая комедия.